# Стамо Грудов
Стамо Алеков Грудов (Грудев) Попстамов или Попстаматов е български революционер, деец на Вътрешната македоно-одринска революционна организация.

## Биография
Грудов е роден в 1875 година в Малко Търново в семейството на Алеко Попстаматов. Внук е на революционера поп Стамат Стойчев. Завършва гимназиалното образование в Одрин и през 1891-1892 г. е назначен за учител в село Кюприя. След това се установява в Алан кайряк и става кмет на селото. Председател е на комитета на дружество „Странджа“ в Алан кайряк, което в 1900 година се превръща в дружество на Македоно-одринската организация. Ръководи граничния пункт на ВМОРО в селото. Подготвя преминаването на първата чета на Георги Кондолов на 30 май 1901 година. Избиран за народен представител. Грудов подпомага създаването на толстоиската колония в Алан кайряк.
При избухването на Балканската война в 1912 година е доброволец в Македоно-одринското опълчение. Четник в Радовишката чета. Загива в Боя при Ангиста в 1913 година.